# Біохімічні пошуки
Біохімі́чні по́шуки (рос. биогеохимические поиски, англ. biogeochemical search; нім. biogeochemisches Suchen) — геологічні пошуки, основані на вивченні аномальних концентрацій хімічних елементів в продуктах біосфери з метою виявлення родовищ корисних копалин. Вперше Б. п. запропоновані в 1920-х рр. визначним українським вченим В. І. Вернадським.

## Види
В залежності від різновиду живої речовини розрізняють фітогеохімічні, торфогеохімічні, зоогеохімічні Б. п.